# Julus silvivagus
Julus silvivagus är en mångfotingart som beskrevs av Karl Wilhelm Verhoeff 1898. Julus silvivagus ingår i släktet Julus och familjen kejsardubbelfotingar. Inga underarter finns listade i Catalogue of Life.